# Балансён
Балансён (фр. Balansun) — коммуна во Франции, находится в регионе Аквитания. Департамент — Атлантические Пиренеи. Входит в состав кантона Арти-э-Пеи-де-Субестр. Округ коммуны — По.
Код INSEE коммуны — 64088.

## География

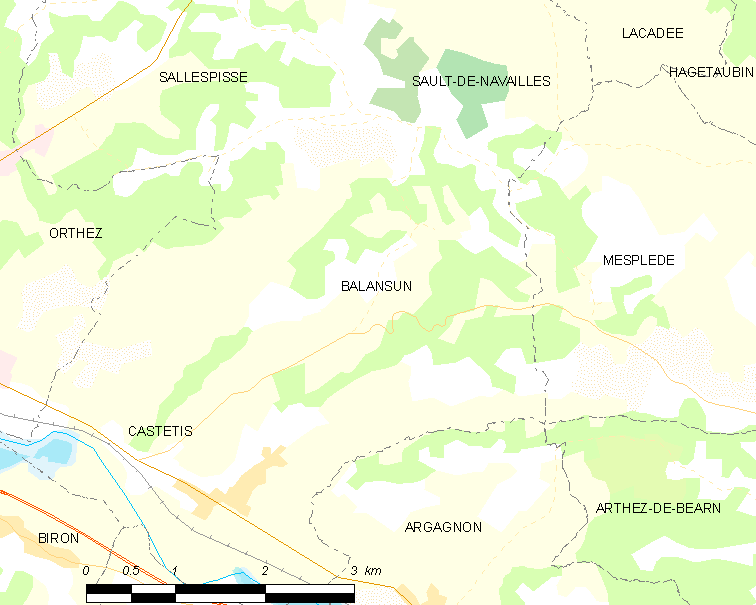
Карта коммуны

Коммуна расположена приблизительно в 640 км к югу от Парижа, в 150 км южнее Бордо, в 34 км к северо-западу от По.

### Климат
Климат тёплый океанический. Зима мягкая, средняя температура января — от +5°С до +13°С, температуры ниже −10 °C бывают редко. Снег выпадает около 15 дней в году с ноября по апрель. Максимальная температура летом порядка 20-30 °C, выше 35 °C бывает очень редко. Количество осадков высокое, порядка 1100 мм в год. Характерна безветренная погода, сильные ветры очень редки.

## Население
Население коммуны на 2010 год составляло 244 человека.
| 1962 | 1968 | 1975 | 1982 | 1990 | 1999 | 2010 |
| ---- | ---- | ---- | ---- | ---- | ---- | ---- |
| 177  | 202  | 206  | 215  | 209  | 207  | 244  |

## Администрация
| Период | Период | Фамилия              | Партия | Примечания |
| ------ | ------ | -------------------- | ------ | ---------- |
| 1946   | 1977   | Альфред Дебег        |        |            |
| 1977   | 1995   | Жан Сотье            |        |            |
| 1995   | 2001   | Мари-Тереза Мобек    |        |            |
| 2001   | 2014   | Анни Фюрбере         |        |            |
| 2014   | 2020   | Бенедикт Альсетегаре |        |            |

## Экономика
В 2010 году среди 160 человек трудоспособного возраста (15-64 лет) 117 были экономически активными, 43 — неактивными (показатель активности — 73,1 %, в 1999 году было 73,0 %). Из 117 активных жителей работали 112 человек (64 мужчины и 48 женщин), безработных было 5 (1 мужчина и 4 женщины). Среди 43 неактивных 11 человек были учениками или студентами, 22 — пенсионерами, 10 были неактивными по другим причинам.

## Достопримечательности
- Церковь Успения Пресвятой Богородицы (1850 год)[4]